# Ponti di Badia
Ponti di Badia is een plaats (frazione) in de Italiaanse gemeente Castiglione della Pescaia.